# 内藤弘康
内藤 弘康（ないとう ひろやす、1955年〈昭和30年〉4月20日 - ）は、日本の実業家、技術者である。リンナイ代表取締役社長、名古屋鉄道社外取締役、名古屋商工会議所副会頭、日本ガス石油機器工業会副会長。

## 経歴
兵庫県姫路市出身。1979年3月に東京大学工学部を卒業し、日産自動車に入社。同社には4年間勤務し、トランスミッションの設計を担当した。1983年4月、当時リンナイ社長であった内藤明人の長女との結婚を機に同社に入社。営業・品質・製造・開発部門を順に経験する。1991年6月に取締役新技術開発部長、1998年7月に取締役開発本部長、2003年6月に常務取締役経営企画部長兼総務部長を歴任。2005年11月17日、山崎善朗前社長に代わり、50歳で代表取締役社長に就任した。在任中の2007年2月にはガス瞬間湯沸かし器による一酸化炭素中毒事故が発覚し対応に追われた。その後は、成熟した国内市場に対処するため海外市場の強化や新製品の開発により業績を拡大させた。

## 略歴
| 就任日                 | 略歴                                                         |
| ---------------------- | ------------------------------------------------------------ |
| 1979年（昭和54年）3月  | 東京大学工学部卒業                                           |
| 1979年（昭和54年）4月  | 日産自動車株式会社入社                                       |
| 1983年（昭和58年）4月  | リンナイ株式会社入社                                         |
| 1991年（平成3年）6月   | リンナイ株式会社 取締役 開発技術本部副本部長兼新技術開発部長 |
| 1998年（平成10年）7月  | リンナイ株式会社 取締役 開発本部長                           |
| 2001年（平成13年）6月  | リンナイ株式会社 取締役 経営企画部長兼総務部長               |
| 2003年（平成15年）6月  | リンナイ株式会社 常務取締役 経営企画部長兼総務部長           |
| 2005年（平成17年）6月  | リンナイ株式会社 取締役 常務執行役員経営企画部長兼総務部長   |
| 2005年（平成17年）11月 | リンナイ株式会社 代表取締役社長 社長執行役員（現任）         |
| 2020年（令和2年）6月   | 名古屋鉄道株式会社 社外取締役（現任）                        |

## 親族
- リンナイ創業家の息子で3代目社長を務めた内藤明人は岳父にあたる[1]。